# Кастелновате (Варезе)
Кастелновате је насеље у Италији у округу Варезе, региону Ломбардија.
Према процени из 2011. у насељу је живело 476 становника. Насеље се налази на надморској висини од 209 м.